# 高岡市警察
高岡市警察（たかおかしけいさつ）は、かつて存在した富山県高岡市の自治体警察。

## 概要
旧警察法の施行で、従来の富山県警察部が解体され、1948年（昭和23年）3月7日に高岡市警察局が設置された。
その後、1954年（昭和29年）に、旧警察法が全面改正される形で新警察法が公布された。これにより国家地方警察と自治体警察が廃止され、新たに都道府県警察として富山県警察本部が発足。高岡市警察も富山県警察に統合され、姿を消した。

## 組織
1948年（昭和23年）時点
- 書記室
- 監察室
- 警務課
- 保安課
- 防犯課

## 警察署
1948年（昭和23年）時点
- 高岡警察署
- 新湊警察署
- 伏木警察署